# Mar (yacht)
M/Y Mar, tidigare Lana, är en megayacht tillverkad av Benetti i Italien. Hon sjösattes i december 2018 och levererades i juni 2020 till en förmögen ryss vid namn Aleksandr Versjavskij. I januari 2023 blev megayachten såld till Suroor Mohammed Al Nahyan, emiratisk kunglighet och affärsman. Den fick då sitt nuvarande namn.
Hon designades både exteriört och interiört av Benetti själva. Den är 107 meter lång och har en kapacitet på 16 passagerare fördelat på åtta hytter. Megayachten har också en besättning på 34 besättningsmän.